# Anna Maria Rayske
Anna Maria Rayske (ur. 3 sierpnia 1914 we Wleniu, zm. 8 lutego 1943 w KL Auschwitz) – polska opiekunka społeczna, działaczka ruchu oporu.

## Życiorys
Urodziła się 3 sierpnia 1914 roku we Wleniu w rodzinie nauczyciela gimnazjalnego, spolszczonego Niemca Alwina oraz Leokadii z domu Krukowska. Po ukończeniu szkoły powszechnej uczęszczała do gimnazjum w Gnieźnie, a od 3 grudnia 1925 roku kontynuowała naukę w Królewskiej Hucie (późniejszy Chorzów), gdzie zdała egzamin dojrzałości w Miejskim Gimnazjum Żeńskim (późniejsze IV Liceum Ogólnokształcące im. Marii Skłodowskiej-Curie w Chorzowie). W tym czasie działała również w harcerstwie w ramach Chorągwi Śląskiej OH.
W latach 1932–1934 studiowała na Wyższym Katolickim Studium Społecznym w Poznaniu, specjalizując się w akcjach charytatywnych i opiece społecznej. W latach 1933–1934 odbywała praktyki zawodowe w Urzędzie Opieki nad Ubogimi w Królewskiej Hucie, w 1935 roku pracowała w chorzowskim oddziale Polskiego Czerwonego Krzyża, a w latach 1935–1938 w Referacie Opieki Społecznej chorzowskiego magistratu. Tuż przed wybuchem II wojny światowej pracowała w Urzędzie Wojewódzkim Śląskim w Katowicach i działała w Przysposobieniu Wojskowym Kobiet.
Podczas niemieckiej okupacji mieszkała w Chorzowie – wysiedlono ją z mieszkania przy ulicy H. Dąbrowskiego na plac Piastowski. Nie pracowała zawodowo, a rodzinę utrzymywali jej starsi bracia. Od listopada 1939 roku należała do Polskiej Organizacji Powstańczej, angażując się w wydawanie i kolportaż konspiracyjnej prasy. Pod koniec kwietnia 1940 roku została aresztowana za wysłanie grypsu do swojego brata Jana, który przebywał w obozie jenieckim w Itzehoe.
Po zatrzymaniu osadzono ją w Chorzowie, a następnie, po wyroku pięciu lat więzienia, przewieziono do Chociebuża. W styczniu 1943 roku, odmawiając podpisania Volkslisty, trafiła do KL Auschwitz – przyznano jej numer 30766. Zmarła 8 lutego 1943 roku.